# Acanthastrea maxima
Acanthastrea maxima là một loài san hô trong họ Mussidae. Loài này được Sheppard & Salm mô tả khoa học năm 1988.